# Diceratura
Diceratura es un género de polillas de la familia Tortricidae.

## Especies
- Diceratura amaranthica Razowski, 1963
- Diceratura complicana Aarvik, 2010
- Diceratura diceratops Razowski, 1967
- Diceratura infantana (Kennel, 1899)
- Diceratura ostrinana (Guenee, 1845)
- Diceratura porrectana Djakonov, 1929
- Diceratura rhodograpta Djakonov, 1929
- Diceratura roseofasciana (Mann, 1855)
- Diceratura teheranica Razowski, 1970